# 命令提示字元

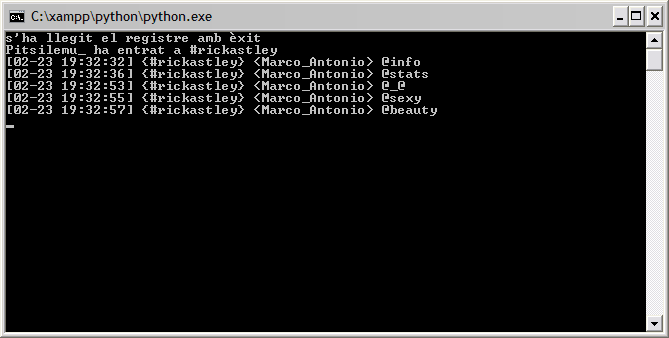
cmd.exe 的屏幕截图

Windows命令提示符（cmd.exe）是Windows NT下的一个用于运行Windows程序或某些DOS程序的殼層程序；或在Windows CE下只用于运行程序的殼層程序。它被用于替代Windows 9x系统中所提供的COMMAND.COM和“MS-DOS提示符”。命令提示符的最初版本由Therese Stowell开发。

## 功能
命令提示符为用户提供了一个命令行界面，该功能通过Win32控制台实现。用户可通过命令行运行程序和批处理文件，从而进行系统管理等。此外，命令提示符还支持管道和重定向功能。

### 与COMMAND.COM区别
命令提示符是Win32应用程序，而COMMAND.COM是一个16位的DOS应用程序，它用于支持老的DOS应用程序，需要运行于NTVDM中。